# Duchesne (rivière)
Pour les articles homonymes, voir Duchesne.
La rivière Duchesne, longue de 185 kimomètres, est un cours d'eau américain, principal affluent de la rivière Green River. Il s'écoule dans le comté de Duchesne et l'État de l'Utah.

## Géographie
La rivière Duchesne prend sa source dans les Monts Uinta à la limite du Wyoming, et draine le nord-est de l'Utah. La rivière Duchesne reçoit les eaux de son principal affluent, la rivière Uinta près du Fort Duchesne. La rivière Duchesne se jette dans la Green River et contribue au bassin fluvial du fleuve Colorado. Elle traverse la ville de Duchesne
Elle doit son nom aux trappeurs canadiens-français et franco-louisianais, originaire de la ville de Saint-Louis qui lui donnèrent ce nom en l'honneur de la missionnaire catholique Philippine Duchesne, qui vécut également à Saint-Louis et à Saint Charles, et qui évangélisa les Amérindiens de la région du Missouri.